# 來贊達
來贊達（Lazada Group）是2012年成立的電子商務公司，在東南亞經營網上購物平台，2016年被阿里巴巴收購。2018年時它是東南亞最大的電商。

## 歷史

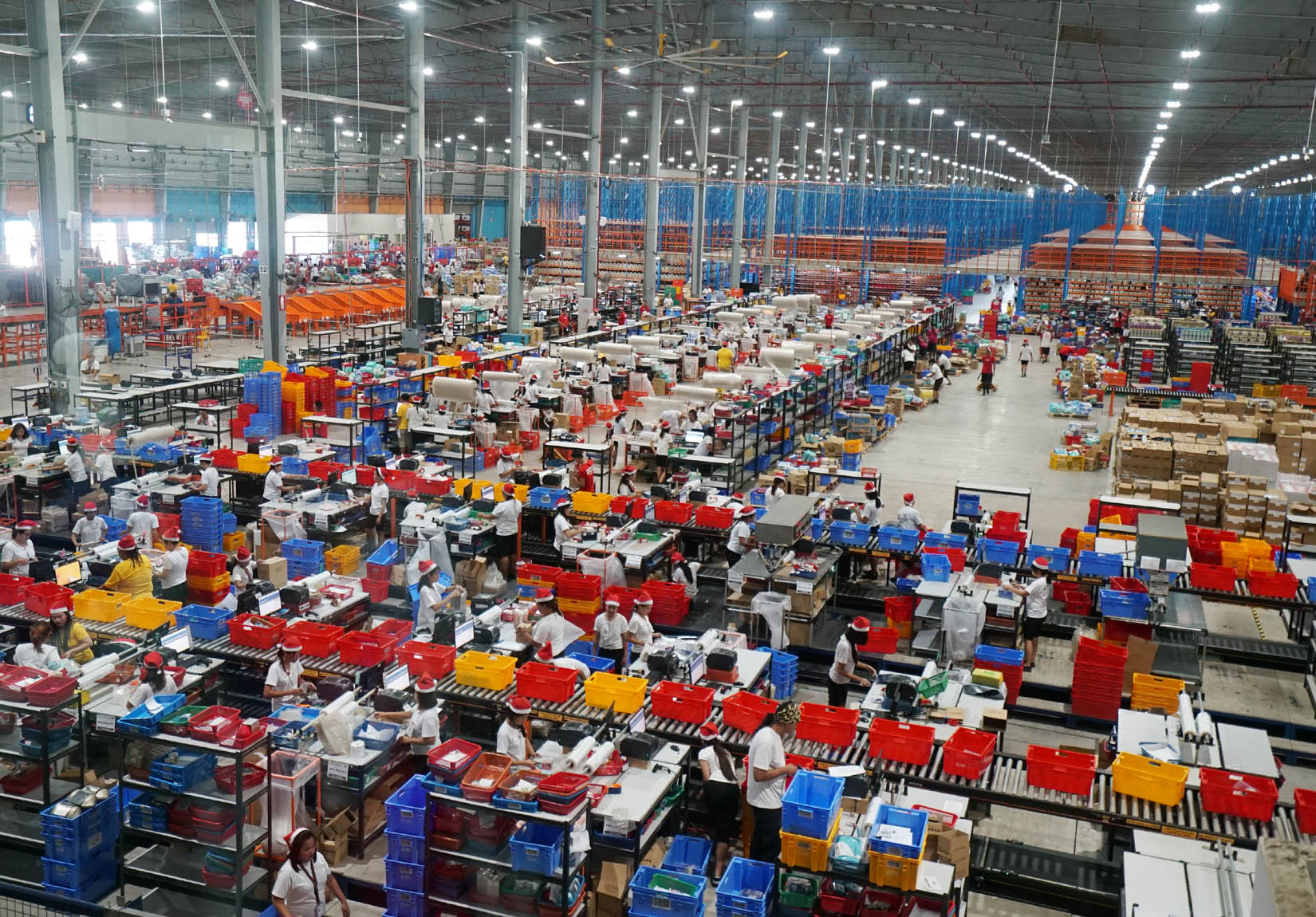
卡布堯的來贊達倉庫

它在火箭网的支持下，由马克西米兰·比特納（Maximilian Bittner）於2012年成立，目的是建立一個東南亞版的亞馬遜公司。
2016年4月，阿里巴巴集團宣佈將收購來贊達的股份，2017年6月，阿里巴巴將來贊達的股份增持至83%（原為51%）。2018年3月，阿里巴巴又在該公司投入了20億美元，並將公司CEO替換為彭蕾。2018年12月，皮埃爾·普瓦尼昂（Pierre Poignant）接任CEO，而彭蕾則成為執行董事。 2022年6月，James Dong出任CEO。

## 数据遭窃
2020年10月30日，Lazada宣布其110万账号信息遭黑客窃取，包括用户姓名、电话号码、电子邮件、邮寄地址、加密密码和部分信用卡号码等。失窃数据出自其杂货子公司RedMart（2016年11月被Lazada收购）的数据库，为18个月前的旧数据，已被黑客在网络论坛上兜售，Lazada称已采取措施和通知受影响客户修改密码。

## 外部連接
- 官方网站